# Cativelos
Cativelos é uma povoação portuguesa sede da Freguesia de Cativelos do Município de Gouveia, freguesia com 14,11 km² de área e 610 habitantes (censo de 2021) tendo, por isso, uma densidade populacional de 43,2 hab./km².
Situada nas margens do rio Mondego, a freguesia compreende também as povoações de Póvoa da Rainha e Dobreira. Pertenceu ao concelho de Casal antes de passar para o concelho (atual município) de Gouveia.

## Demografia
A população registada nos censos foi:
| Distribuição da População por Grupos Etários | Distribuição da População por Grupos Etários | Distribuição da População por Grupos Etários | Distribuição da População por Grupos Etários | Distribuição da População por Grupos Etários |
| -------------------------------------------- | -------------------------------------------- | -------------------------------------------- | -------------------------------------------- | -------------------------------------------- |
| Ano                                          | 0-14 Anos                                    | 15-24 Anos                                   | 25-64 Anos                                   | > 65 Anos                                    |
| 2001                                         | 87                                           | 93                                           | 368                                          | 325                                          |
| 2011                                         | 40                                           | 58                                           | 302                                          | 324                                          |
| 2021                                         | 36                                           | 28                                           | 229                                          | 317                                          |

## Património
- Ponte das Cantinas - sítio arqueológico: ponte de tipo romano de um só arco, construída em cantaria de granito[7]
- Ponte do Aljão[8]
- Igreja Paroquial de Cativelos (Igreja de São Sebastião);

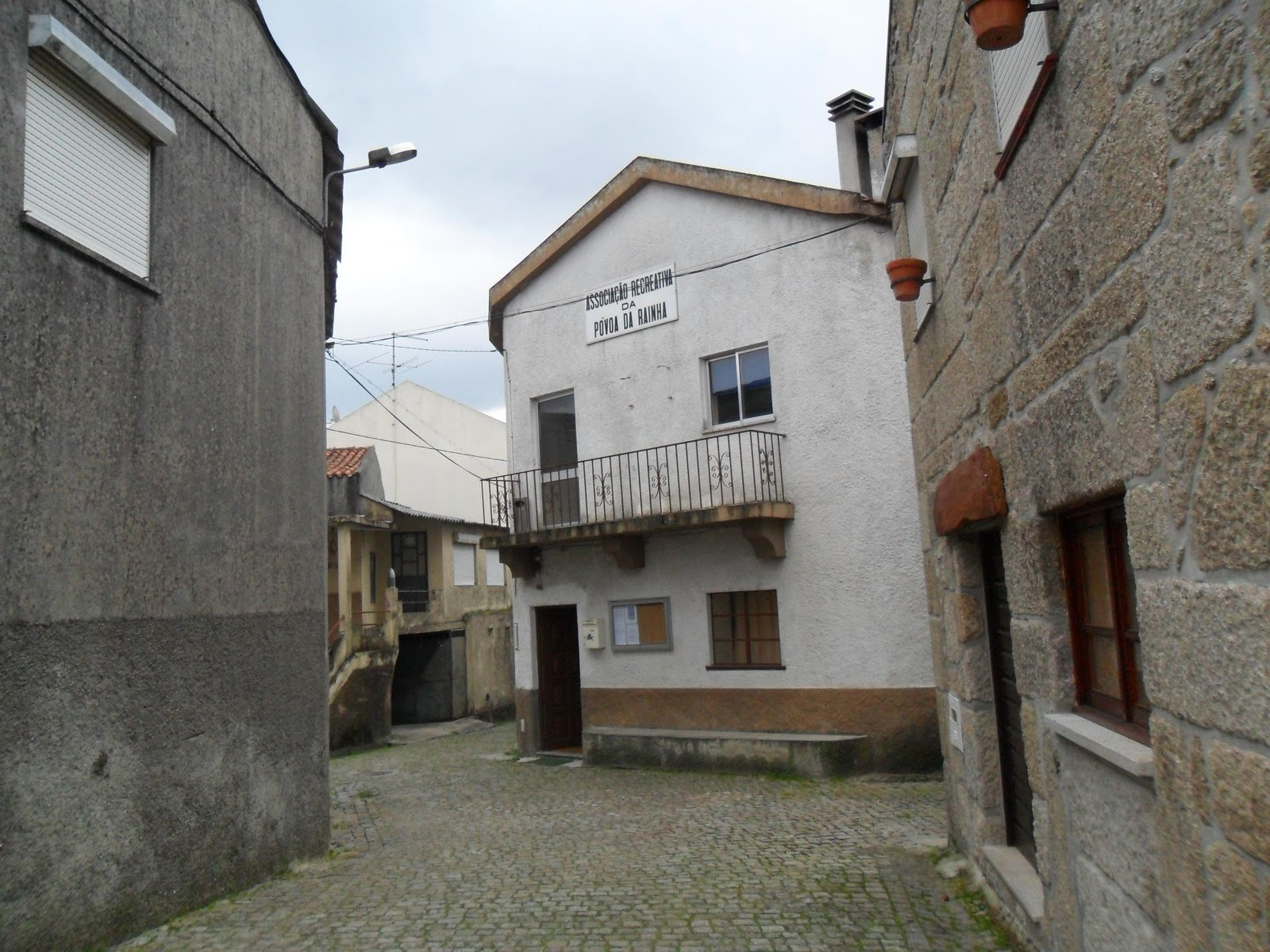
Edifício Sede da Associação Recreativa

- Capela de Santo António.

## Pontos de interesse
- Parque Senhora dos Verdes - parque  de campismo de grande dimensão, composto por uma oferta em vários desportos, por exemplo escalada, paintball, piscina, mini-golf e ainda parque infantil e um restaurante[9].

## Cultura
- Museu do Pastor: Espaço museológico dedicado à pastorícia, com uma reconstituição da cabana do pastor da Serra da Estrela. Possui uma exposição de diferentes utensílios relacionados com o pastoreio e com o fabrico do queijo[10].
- Associação Recreativa e Cultural da Póvoa da Rainha, fundada em 25 de Abril de 1960 e tem como objetivos a criação de condições para o desenvolvimento da aldeia, a preservação das tradições e a dinamização recreativa e cultural, desenvolvendo atividades com vista a reviver as tradições da aldeia, passeios pedestres e jogos de cartas. Tem a sua sede na Póvoa da Rainha.